# Робіти (Ельблонзький повіт)
Робіти (пол. Robity, нім. Robitten) — село в Польщі, у гміні Пасленк Ельблонзького повіту Вармінсько-Мазурського воєводства.
Населення — 381 особа (2011).
У 1975-1998 роках село належало до Ельблонзького воєводства.

## Демографія
Демографічна структура станом на 31 березня 2011 року:
|          | Загалом | Допрацездатний вік | Працездатний вік | Постпрацездатний вік |
| -------- | ------- | ------------------ | ---------------- | -------------------- |
| Чоловіки | 196     | 36                 | 145              | 15                   |
| Жінки    | 185     | 40                 | 116              | 29                   |
| Разом    | 381     | 76                 | 261              | 44                   |